# Jacinto Pereira
Jacinto Pereira, né le 10 décembre 1974 à Luanda, est un footballeur international angolais évoluant au poste de défenseur.

## Biographie
Défenseur des Palancas Negras dès 2000, Jacinto Pereira participe aux éliminatoires de la CAN 2002, ainsi qu'aux éliminatoires du Mondial 2002. Il n'est rappelé qu'en 2004 et a participé à la campagne de qualification victorieuse pour le mondial allemand. Il participe aussi à  la CAN 2006, ne disputant que le premier match contre le Cameroun (défaite 1-3).
Présent dans les éliminatoires du Mondial 2006 en Allemagne, le sélectionneur Luís Oliveira Gonçalves ne le convoque pas dans la liste définitive.
Quant à sa carrière en club, il joue dans deux clubs angolais (Primeiro de Maio (Benguela), AS Aviação), remportant le championnat en 2002, en 2003 et en 2004.